# Радиобиологический парадокс
Радиобиологи́ческий парадо́кс — понятие в радиобиологии, впервые введённое Н. В. Тимофеевым-Ресовским в 1920—1930-х годах, обозначающее несоответствие между ничтожным количеством поглощённой энергии ионизирующего излучения и крайней степенью реакции биологического объекта. Так, для человека смертельная поглощённая доза при однократном облучении всего тела гамма-излучением равна 6 Гр (600 рад). Вся эта доза, пересчитанная в тепло, вызывает нагрев тела всего лишь на 0,0014 °C.
Радиобиологический парадокс обусловлен тем, что косвенное действие радиации на организм значительно больше, чем её прямое действие.
Одновременно с введением этого понятия Тимофеев-Ресовский предложил защищать врачей-рентгенологов свинцовыми фартуками.
В 1934 году он впервые высказал идею, что ионизирующее излучение не только порождает лучевую болезнь, но и вызывает невидимые изменения наследственного аппарата, которые могут проявиться у отдалённого потомства. Его опыт в этом направлении помог создать радиобиологию и радиоэкологию.